# Benjamín Pineda
Benjamín Pineda Ávila (San José, Costa Rica, 10 de febrero de 1987) es un árbitro costarricense. Su categoría es Árbitro FIFA desde 2019.

## Trayectoria
Debutó en el Torneo de Copa de Costa Rica el 19 de julio de 2014 entre un partido de Jacó Rays F.C y el C.S Cartaginés, sin mostrar tarjetas amarillas con el marcador a favor del equipo brumoso 1-2.
Debutó en la Primera División de Costa Rica el 25 de octubre de 2015 en un encuentro entre UCR Fútbol Club y A.D Carmelita en lo que repartió nueve tarjetas amarillas, finalizando con victoria para UCR Fútbol Club con el marcador 1-0.
El 31 de mayo de 2015, dirigió como árbitro central la final del Torneo Clausura 2015 de la segunda división de Costa Rica, entre los clubes de Municipal Liberia y Juventud Escasuzeña en juego de vuelta, donde mostró cinco tarjetas amarillas y una tarjeta roja, finalizando con victoria 4-0 a favor de Municipal Liberia.
En la temporada 2017-18 tuvo su debut a nivel internacional en el Campeonato Sub-20 de la Concacaf de 2018 en dos partidos juveniles. Su primer partido fue San Vicente y las Granadinas U20 y Surinam U20 en un partido que mostró seis tarjetas amarillas, finalizando con victoria para Surinam con el marcador 1-2. Su segundo partido fue entre las selecciones de Puerto Rico U20 y Islas Vírgenes de los Estados Unidos U20, donde mostró tres tarjetas amarillas en un contundente 8-0 a favor de Puerto Rico.
Tuvo su debut en la Liga Concacaf a nivel de clubes, entre Comunicaciones F.C y C.D Guastatoya, mostrando tres tarjetas amarillas, finalizando a favor de 2-1 para Comunicaciones F.C.
Debutó en la Liga de Naciones de la Concacaf a nivel de selecciones mayores entre Barbados y Islas Vírgenes de los Estados Unidos en el que mostró tres tarjetas amarillas, finalizando con el marcador 1-0 a favor de Barbados. En su segundo partido fue entre las selecciones de El Salvador y República Dominicana, mostrando tres tarjetas amarillas, finalizando con victoria salvadoreña en el marcador 2-0.
En la temporada 2020-21 debutó en la Clasificación de Concacaf para la Copa Mundial de 2022 entre las selecciones de Guatemala y Cuba en donde mostró tres tarjetas amarillas, finalizando en victoria guatemalteca 1-0.
En la temporada 2021-22, fue el encargado de arbitrar como su primera final en la Primera División de Costa Rica entre los clubes de L.D Alajuelense y el C.S Cartaginés, donde mostró seis tarjetas amarillas, finalizando con el marcador 1-1, el encuentro finalizó globalmente en victoria para el C.S Cartaginés 2-1, siendo campeón de la Primera División de Costa Rica después de una sequía de 81 años.
Tuvo participación en la Liga Concacaf 2021 entre los clubes de C.D FAS y el Forge F.C, mostrando tres tarjetas amarillas en el empate 2-2.
En la temporada 2022-23, debutó en la Liga Concacaf 2022 en octavos de final entre los clubes de C.F Motagua y Cibao, siendo este su último partido dirigido en dicha edición, mostrando cuatro tarjetas amarillas, finalizando en victoria 2-0 para C.F Motagua.
Tuvo su debut internacional en un partido amistoso de selecciones mayores, entre Perú y El Salvador, mostrando una tarjeta amarilla, finalizando con una contundente victoria 4-1 para Perú.

## Participaciones

### Torneos de clubes
Ha arbitrado en los siguientes torneos de clubes:
- Primera División de Costa Rica
- Segunda División de Costa Rica
- Torneo de Copa de Costa Rica
- Recopa de Costa Rica
- Liga Concacaf
- Leagues Cup
- Copa Centroamericana de Concacaf
- Copa de Campeones de la Concacaf

### Torneos de selecciones
Ha arbitrado en los siguientes torneos de selecciones nacionales:
- Campeonato Sub-20 de la Concacaf de 2018
- Liga de Naciones de la Concacaf 2019-20
- Clasificación de Concacaf para la Copa Mundial de 2022
- Liga de Naciones de la Concacaf 2022-23
- Liga de Naciones de la Concacaf 2023-24